# Броненосни крайцери тип „Нелсън“
Нелсън (на английски: Nelson) са тип броненосни крайцери на Кралския военноморски флот, усъвършенстван вариант на броненосния крайцер „Шенън“. Всичко от проекта са построени две единици: „Нелсън“ (на английски: HMS Nelson) и „Нортхемптън“ (на английски: HMS Northampton). Проектът получава развитие в крайцерите от типа „Империус“.

## Представители на проекта
| Име                             | Корабостроителница              | Заложен на          | спуснат на вода    | влязъл в строй     |
| ------------------------------- | ------------------------------- | ------------------- | ------------------ | ------------------ |
| „Нелсън“ (HMS Nelson)           | Elder & Co., Глазгоу            | 2 ноември 1874 г.   | 4 ноември 1876 г.  | 26 юли 1880 г.     |
| „Нортхемптън“ (HMS Northampton) | Robert Napier and Sons, Глазгоу | 26 октомври 1874 г. | 18 ноември 1876 г. | 7 декември 1878 г. |

## История на службата
„Нелсън“ е заложен на 2 ноември 1874, спуснат е на вода на 4 ноември 1876, встъпва в строй на 26 юли 1881 г. В периода 1881 – 1889 е флагман на Австралийската станция. През 1889 г., след ремонт, са направени следните промени: свалени са всички 508 mm оръдия; поставени са четири 120 mm скорострелни, шест 152 mm скорострелни и четиринадесет – 76,2 mm оръдия. В периода октомври 1891 до ноември 1894 е стражеви кораб в Портсмът. През ноември 1894 г. е преведен в Резервния флот, използван е за превозване на войски в Малта. От април 1901 до декември 1901 е в пристанищния резерв. От декември 1904 е учебен кораб за тренировка на огнярите. Продаден за скрап на 12 юли 1910 за £14500, разкоплектован в Холандия.
„Нортхемптън“ е заложен на 26 октомври 1874, спуснат е на вода на 18 ноември 1876, встъпва в строй на 7 декември 1878 г. В периода 1881 – 1886 г. е флагман съответно на Северно-Американската и Източно-Индийската станции. От април 1886 г. е в резерв. През 1886 г. минава превъоръжаване: свалени са всички 508 mm оръдия; поставени са шест 152 mm и осем скорострелни 76,2 mm оръдия, а също и два торпедни апарата. Окомплектован за маневри през 1888 г. През март 1889 г. е преведен в Шиърнес, като флагмански кораб. Взема участие в маневрите през 1890, 1891 и 1892 години. През август 1893 г. е преведен в резерв „А“ в Шиърнес. От февруари 1894 г. е причислен към Резервния флот. През периода 06.1894 − 11.1904 е мореходен учебен кораб за подготовка на юнгите. През ноември 1904 е изключен от състава на Резервния флот. Продаден за скрап в Чатъм на 4 април 1905.